# Matthieu Péché
Matthieu Péché (Épinal, 7 ottobre 1987) è un canoista francese, specializzato nello slalom.

## Palmarès
- Olimpiadi

Rio de Janeiro 2016: bronzo nel C2.
- Mondiali

Tacen 2010: oro nel C2 a squadre.
Bratislava 2011: oro nel C2 a squadre.
Deep Creek Lake 2014: oro nel C2 a squadre.
Londra 2015: oro nel C2 a squadre e bronzo nel C2.
Pau 2017: oro nel C2.
- Europei

Cracovia 2013: oro nel C2 a squadre.
Vienna 2014: argento nel C2 a squadre.